# Philippe Agostini
Philippe Marie Guy Agostini (Parigi, 11 agosto 1910 – Parigi, 20 ottobre 2001) è stato un direttore della fotografia, regista e sceneggiatore francese.
È stato protagonista del cinéma de papa, «portabandiera di un'eleganza raggelata che cercava la bellezza della stilizzazione, erede ideale del cosiddetto realismo poetico francese».
I figli Yves e Claude hanno proseguito la sua professione.

## Biografia
Formatosi all'École Louis-Lumière, si avvicina al cinema nei primi anni trenta, come operatore di macchina di Georges Périnal. Lavora sui set dei capolavori del realismo poetico francese, con Michel Kelber per Carnet di ballo (1937), diretto da Julien Duvivier, e con Curt Courant per Alba tragica (1939), diretto da Marcel Carné.
Nei primi anni quaranta diventa collaboratore di Claude Autant-Lara e cura le immagini dei primi due lungometraggi di Robert Bresson, La conversa di Belfort (1943) e Perfidia (1945). 
Nel dopoguerra si afferma come uno dei più autorevoli direttori della fotografia del cinema francese. Lavora con Carné a Mentre Parigi dorme (1946), mentre per Pattes blanches (1949), diretto da Jean Grémillon, considerato uno dei più raffinati film francesi dell'epoca, riceve un premio speciale al Festival di Locarno.
Tra i suoi lavori degli anni cinquanta, spiccano l'estetizzante Il piacere (1952) di Max Ophüls e il noir Rififi (1955) di Jules Dassin. Nel 1956 viene coinvolto nella realizzazione del documentario sottomarino Il mondo del silenzio, diretto da Jacques-Yves Cousteau e Louis Malle. 
Nella seconda metà del decennio, il legame sentimentale con l'attrice Odette Joyeux, sposata in seconde nozze, segna la fine della carriera come direttore della fotografia e l'inizio di quella da regista e sceneggiatore. Insieme firmano la sceneggiatura del film La sposa troppo bella (1956) diretto da Pierre Gaspard-Huit e interpretato da Brigitte Bardot, adattamento cinematografico di un romanzo scritto dall'attrice stessa. Tra le sue opere da regista, la più celebre è I dialoghi delle Carmelitane (1960), tratto da un'opera teatrale di Georges Bernanos.

## Filmografia

### Fotografia
- Itto, regia di Jean Benoît-Lévy e Marie Epstein (1934)
- Redenzione (Baccara), regia di Yves Mirande (1935)
- Elena studentessa in chimica (Hélène), regia di Jean Benoît-Lévy (1936)
- Raggio di sole (Le Mioche), regia di Léonide Moguy (1936)
- Aventure à Paris, regia di Marc Allégret (1936)
- A nous deux, madame la vie , regia di René Guissart e Yves Mirande (1936)
- Carnet di ballo (Un carnet de bal), regia di Julien Duvivier (1937)
- Rasputin (La Tragédie impériale), regia di Marcel L'Herbier (1937)
- Trois... six... neuf, regia di Raymond Rouleau (1937)
- Arturo va in città (Hercule), regia di Alexander Esway (1938)
- Il tiranno del Tibet (Tempête sur l'Asie), regia di Richard Oswald (1938)
- Le Ruisseau, regia di Maurice Lehmann (1938)
- J'étais une aventurière, regia di Raymond Bernard (1938)
- Le Veau gras, regia di Serge de Poligny (1939)
- Alba tragica (Le Jour se lève), regia di Marcel Carné (1939)
- Tempeste (Tempête), regia di Dominique Bernard-Deschamps (1940)
- Le Mariage de Chiffon , regia di Claude Autant-Lara (1942)
- L'amore ha sbagliato indirizzo (Lettres d'amour), regia di Claude Autant-Lara (1942)
- Sublime menzogna , regia di Pierre Deherain (1942)
- Les Deux Timides, regia di Yves Allégret (1943)
- Le ali bianche (Les Ailes blanches), regia di Robert Péguy (1943)
- Monsieur des Lourdines, regia di Pierre de Hérain (1943)
- La conversa di Belfort (Les Anges du péché), regia di Robert Bresson (1943)
- Evasione (Douce), regia di Claude Autant-Lara (1943)
- Premier de cordée, regia di Louis Daquin (1944)
- Perfidia (Les Dames du Bois de Boulogne), regia di Robert Bresson (1945)
- Solo una notte (Sylvie et le fantôme), regia di Claude Autant-Lara (1946)
- Leçon de conduite, regia di Gilles Grangier (1946)
- Mentre Parigi dorme (Les Portes de la nuit), regia di Marcel Carné (1946)
- Le ultime vacanze (Les Dernieres Vacances), regia di Roger Leenhardt (1948)
- Pattes blanches, regia di Jean Grémillon (1949)
- Sua maestà il fabbro ferraio (Monseigneur), regia di Roger Richebé (1949)
- Il mio uomo sei tu (Julie de Carneilhan), regia di Jacques Manuel (1950)
- L'Inconnue de Montréal, regia di Jean-Devaivre (1950)
- Topaze, regia di Marcel Pagnol (1951)
- La Peau d'un homme, regia di René Jolivet (1951)
- La notte è il mio regno (La Nuit est mon royaume), regia di Georges Lacombe (1951)
- Due sorelle amano , regia di Jacopo Comin (1951)
- Gibier de potence, regia di Roger Richebé (1951)
- Il piacere (Le Plaisir), regia di Max Ophüls (1952)
- Une fille dans le soleil, regia di Maurice Cam (1953)
- L'ultima notte (Leur dernière nuit), regia di Georges Lacombe (1953)
- La signora dalle camelie (La Dame aux camélias), regia di Raymond Bernard (1953)
- La belle de Cadix, regia di Raymond Bernard e Eusebio Fernández Ardavín (1953)
- El torero, regia di René Wheeler (1954)
- Il padrone sono me, regia di Franco Brusati (1955)
- Rififi (Du rififi chez les hommes), di Jules Dassin (1955)
- Si Paris nous était conté , regia di Sacha Guitry (1956)
- Il mondo del silenzio (Le Monde du silence), regia di Jacques-Yves Cousteau e Louis Malle (1956) (scene subacquee)
- Paris, Palace Hôtel, regia di Henri Verneuil (1956)
- Il fantastico Gilbert (Le Pays, d'où je viens), regia di Marcel Carné (1956)
- Les 3 font la paire, regia di Sacha Guitry (1957)
- Le Corbusier, l'architecte du bonheur, regia di Pierre Kast - cortometraggio (1957)
- Le Vrai Visage de Thérèse de Lisieux, regia di Philippe Agostini - cortometraggio (1964)

### Regia
- Le château du carrefour - film TV (1951)
- Le naïf aux 40 enfants (1957)
- Tu es Pierre (1960)
- I dialoghi delle Carmelitane (Le dialogue des Carmélites), co-regia di Raymond Leopold Bruckberger (1960)
- Poker col diavolo (Rencontres) (1961)
- La soupe aux poulets (1963)
- Le vrai visage de Thérèse de Lisieux - cortometraggio (1964)
- La bonne peinture film TV (1967)

### Sceneggiatura
- La sposa troppo bella (La mariée est trop belle), regia di Pierre Gaspard-Huit (1956)
- Le naïf aux 40 enfants (1957)
- I dialoghi delle Carmelitane (Le dialogue des Carmélites), regia di Raymond Leopold Bruckberger e Philippe Agostini (1960)
- Poker col diavolo (Rencontres) (1961)
- Le vrai visage de Thérèse de Lisieux - cortometraggio (1964)
- La bonne peinture - film TV (1967)